# Guy Lloyd, 1. Baronet
Sir Ernest Guy Richard Lloyd, 1. Baronet DSO DL (* 7. August 1890; † 22. September 1987) war ein britischer Offizier und Politiker.

## Leben
Lloyd entstammte einer Familie aus Shropshire. Er war das erste Kind des Anwalts Ernest Thomas Lloyd aus dessen Ehe mit Ethel Mary Green-Price, Tochter des Sir Richard Green-Price, 2. Baronet. Er besuchte die Rossall School in Fleetwood, Lancashire, und studierte dann am Keble College der Universität Oxford, wo er 1913 einen Bachelor- und 1919 einen Masterabschluss erwarb. Am 5. März 1918 ehelichte er Helen Kynaston Greg († 1984). Aus der Ehe gingen fünf Kinder hervor, Pamela († 1979), Irene (1919–1955), Margaret (* 1920), Elizabeth (1925–2015) sowie Richard (1928–2022). 1921 war Lloyd als Direktor des Unternehmens Jas Chadwick and Brothers in Bolton tätig. Zehn Jahre später übernahm er eine leitende Position bei J & P Coats in Glasgow und Paisley. 1953 wurde Lloyd als Knight Bachelor geadelt und als ein Deputy Lieutenant von Dunbartonshire eingesetzt. Am 23. Juli 1960 wurde ihm der erbliche Adelstitel eines Baronet, of Rhu in the County of Dumbarton, verliehen. Als er 1987 starb, erbte sein Sohn Richard seinen Baronettitel.

## Militärischer Werdegang
Lloyd schlug zunächst eine Offizierslaufbahn bei der British Army ein. Während des Ersten Weltkriegs diente er in der King’s Shropshire Light Infantry und erreichte dort den Rang eines Majors. 1917 wurde er mentioned in despatches und als Companion des Distinguished Service Order ausgezeichnet. Ab 1930 war Lloyd stellvertretender Kommandeur (Second-in-command) des zur Territorial Army gehörenden 5th Battalion des Loyal North Lancashire Regiment. Zu Beginn des Zweiten Weltkriegs war er von 1939 bis 1940 als Second-in-command des Royal Warwickshire Regiment eingesetzt.

## Politischer Werdegang
Er wurde erstmals 1940 als Kandidat der Unionist Party im Wahlkreis East Renfrewshire ins britische Unterhaus gewählt. Bei der Wahl handelte es sich um eine Nachwahl für den ins Oberhaus aufgestiegenen Unionisten Douglas Douglas-Hamilton, 14. Duke of Hamilton. Lloyd setzte sich deutlich gegen Annie Maxton, die Kandidatin der Independent Labour Party, durch. Bei den folgenden Unterhauswahlen 1945, 1950, 1951 und 1955 hielt er sein Mandat. Zu den Unterhauswahlen 1959 trat Lloyd nicht mehr an. Das Mandat ging an seine Parteikollegin Betty Anderson. Insgesamt sind 823 Redebeiträge Lloyds im Parlament verzeichnet.